# 李济寰
李济寰（？—2001年5月7日），男，直隶（今河北）定县人，中华人民共和国政治人物，曾任察哈尔省人民政府副主席，地质部副部长，农业机械部、第八机械工业部副部长。